# Заллет, Фридрих фон
Фридрих фон Заллет (нем. Friedrich von Sallet; 20 апреля 1812, Ныса — 21 февраля 1843, Немча) — немецкий поэт.

## Биография
Родился 20 апреля 1812 года в Нысе. Был военным; в 1830 году за сатирическую новеллу, осмеивавшую военное сословие, приговорён к десятилетнему заключению, смягчённому до двух месяцев. Рано приобрёл известность своими «Gedichte» (1835), собранием эпиграмм «Funken» (1838), героическим эпосом «Die wahnsinnige Flasche» (1838), сказкой «Schön Irla» (1838) и др.
Позднее он занялся религиозными вопросами. К этому времени относится его главный труд, «Laienevangelium» (9 изд. 1879), в котором Заллет ставит обоготворение человека высшей задачей христианства и проповедует новую систему морали. Среди ортодоксальной партии Заллет прослыл за это сочинение атеистом.
После его смерти 21 февраля 1843 года было издано «Die Atheisten und Gottlosen unserer Zeit» (2 изд. 1852). Менее важно его «Erläuterung zum zweiten Teile vom Goetheschen Faust für Frauen» (1844). Полное собрание его сочинений издано в 1845—1848 годах.